# 维莱福孔
维莱福孔（法語：Villers-Faucon，法語發音：[vilɛʁ fokɔ̃]）是法国上法蘭西大區索姆省的一个市镇，属于佩罗讷区。

## 地理
维莱福孔（49°58'36"N, 3°5'57"E）面积11.42 平方千米，位于法国上法蘭西大區索姆省，该省份为法国北部沿海省份，北起加来海峡省和北部省，西接滨海塞纳省和大西洋英吉利海峡，南至瓦兹省，东临埃纳省。
与维莱福孔接壤的市镇（或旧市镇、城区）包括：埃佩伊、居扬库尔索库尔、隆加韦讷、马尔凯、鲁瓦塞勒、龙苏瓦、唐普勒勒盖拉尔。
维莱福孔的时区为UTC+01:00、UTC+02:00（夏令时）。

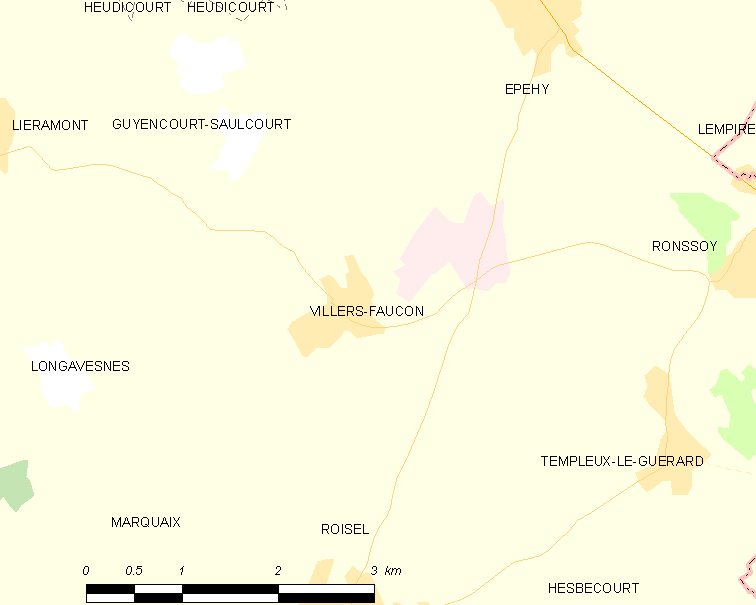
维莱福孔的OSM定位图

## 行政
维莱福孔的邮政编码为80240，INSEE市镇编码为80802。

## 政治
维莱福孔所属的省级选区为佩罗讷县。

## 人口

1962-2008年间维莱福孔人口变化图示

维莱福孔于2022年1月1日时的人口数量为541人。